# Kamerik

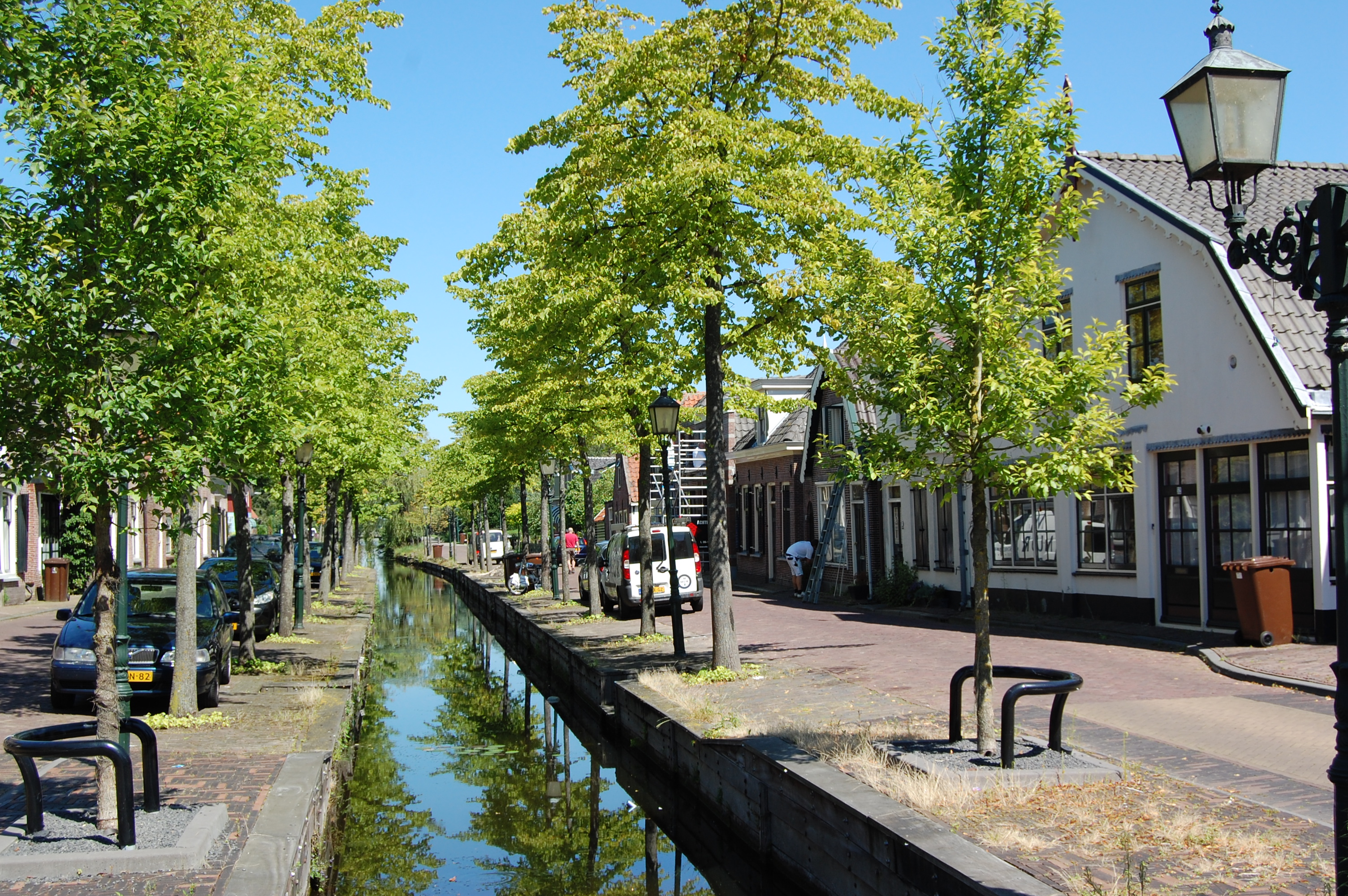
Het smalste gedeelte van de Kamerikse Wetering

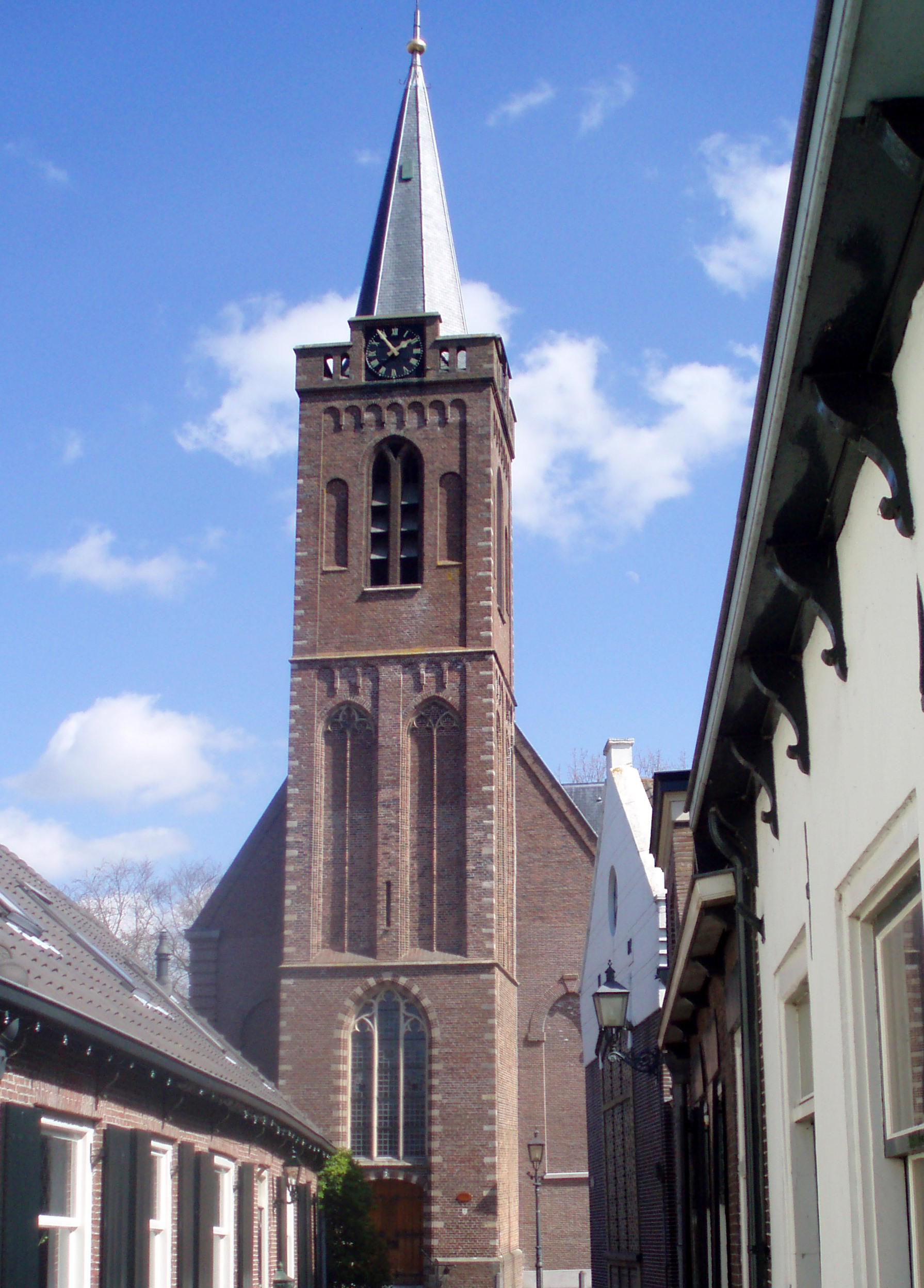
De Hervormde of Sint-Hippolytuskerk

Kamerik is een dorp in de gemeente Woerden in de Nederlandse provincie Utrecht. Het dorp heeft, inclusief het dorpje Kanis, 3.910 inwoners (1 januari 2023).
Van 1811 tot 1989 was Kamerik een zelfstandige gemeente. Het ontstond uit de Heerlijkheid Kamerik en de Houtdijken en ging op in de gemeente Woerden. Het dorp ligt ongeveer 1,5 km ten noorden van Woerden aan de Kamerikse Wetering. Het had oorspronkelijk lintbebouwing aan weerszijden van de Wetering. Deze oorspronkelijke bebouwing is inmiddels beschermd dorpsgezicht. Een groot aantal panden valt onder monumentenzorg.
Het meest opvallende bouwwerk in het dorp is de Nederlands-Hervormde kerk. Deze werd rond 1855 gebouwd, in plaats van de oorspronkelijke vijftiende-eeuwse kerk, die bouwvallig was geworden. Alleen de toren van deze aan Sint-Hippolytus gewijde kerk bleef bestaan.

## Geschiedenis
De eerste bekende bewoning van het hooggelegen gedeelte van het veengebied waarin Kamerik zich bevindt, dateert uit de tiende eeuw. In die tijd liet de bisschop van Utrecht de veengronden ontginnen. Sommige geografische namen dateren uit deze tijd. De naam Kamerik komt wellicht van het oude Nederlandse bisdom Kamerijk, het tegenwoordige Cambrai in Frankrijk. De bisschoppen van Utrecht vernoemden in die tijd sommige van de nieuwe nederzettingen naar bestaande gebieden. Een andere verklaring wijst op een relatie tussen de naam Kamerik en het Friese Hemrik, dat "versterkt huis" zou hebben betekend.
Het gebied van Kamerik wordt doorsneden door de acht kilometer lange Kamerikse Wetering, die vrijwel exact in noord-zuidelijke richting is gegraven. Op de plaats van de huidige hervormde kerk heeft waarschijnlijk in de 10e eeuw al een kerk gestaan. De vondst van een aantal tufstenen doodkisten wijst daarop. In de 15e eeuw werd hier een aan Sint-Hippolytus gewijde kerk gebouwd. Deze is na de reformatie bij de protestanten in gebruik gekomen. In 1855 werd een nieuwe Sint-Hippolytuskerk gebouwd verderop langs de Wetering. Rond deze kerk ontstond geleidelijk een nieuwe woonkern: Kanis.
Het dorp Kamerik kende een behoorlijke bevolkingstoename vanaf de jaren vijftig van de twintigste eeuw. De eerste nieuwe huizen werden vooral ten oosten van de Wetering gebouwd. Hier ontstonden de naar burgemeesters en bomen genoemde straten. In 1955 werd in deze dorpsuitbreiding ook een nieuw gemeentehuis van Kamerik gebouwd. Vanaf het einde van de jaren zestig werd uitbreiding ten westen van de oude dorpskern gerealiseerd. De namen van deze nieuwe straten passen in het thema platteland en boerderij. Enkele voorbeelden zijn: de Hild, de Deel, Overstek en Voorhuis. In de jaren tachtig wilde het toenmalige gemeentebestuur haast maken met verdere groei. In verband met de naderende samenvoeging van de gemeente met Woerden werd verwacht dat er minder gebouwd zou worden. Zo ontstond de nieuwe wijk Mijzijde, waarvan de straatnamen aan de waterschapswereld zijn ontleend, zoals Keur, Boezem, Verlaat en Molentocht.

## De gemeente Kamerik
De gemeente Kamerik ontstond in 1811, in de Franse tijd, uit de voormalige ambachtsheerlijkheden Kamerik en de Houtdijken, Kamerik-Mijzijde en 's-Gravesloot. Deze gemeente bleef bestaan na het herstel van de Nederlandse onafhankelijkheid in 1813. In 1817 werd deze echter weer gesplitst in Kamerik-Houtdijken, Kamerik-Mijzijde en 's-Gravesloot. De drie gemeenten deelden vaak een burgemeester en secretaris. Ook verzorgden zij gezamenlijk het onderwijs, en betaalden zij gedrieën het salaris van de koster. In 1857 werden de drie gemeenten Kamerik-Houtdijken, Kamerik-Mijzijde, 's-Gravesloot, samen met Teckop tot de nieuwe gemeente Kamerik samengevoegd.
Het wapen van de gemeente Kamerik was eerder het wapen van de heerlijkheid Kamerik en de Houtdijken.
De treinramp bij Harmelen op 8 januari 1962 vond plaats op het grondgebied van de toenmalige gemeente Kamerik (buurtschap 'de Putkop'). De ter plaatse overleden slachtoffers zijn ingeschreven in de burgerlijke stand van Kamerik.
De gemeente is in 1989 opgegaan in de gemeente Woerden, waarbij laatstgenoemde gemeente overging van de provincie Zuid-Holland naar Utrecht.
Het dorp heeft ook een voetbalvereniging: VV Kamerik.

## De Hollandse Kade
In de directe nabijheid van Kamerik bevindt zich de Hollandse Kade. De schrijver Koos van Zomeren heeft veel over (zijn wandelingen langs) deze Hollandse Kade geschreven.
Twee wandelroutes voeren hier langs:
- NS Wandelroute “Hollandse Kade” van Woerden naar Breukelen.
- Trouw wandeling van Woerden naar Vleuten.

## Bezienswaardigheden
- Stoomgemaal Teylingens
- Gemeentehuis van Kamerik
- Sint-Hippolytuskerk

## Geboren
- Ton Hoogendoorn (1927-1983), beeldend kunstenaar
- Louis van Beek (1968), acteur